# Marguerite d'York (1446-1503)
Pour les articles homonymes, voir Marguerite d'York.
Titre
Duchesse de Bourgogne
9 juillet 1468 – 5 janvier 1477
(8 ans, 5 mois et 27 jours)
Marguerite d'York (3 mai 1446 - 23 novembre 1503) est la sœur des rois d'Angleterre Édouard IV et Richard III d'Angleterre et la troisième et dernière épouse du duc de Bourgogne Charles le Téméraire. En son siècle, elle passe pour la duchesse la plus élégante, la plus riche et la plus puissante d'Europe.

## Biographie

### Origines et jeunesse
Marguerite d'York naît le 3 mai 1446 au château de Fotheringhay dans le Northamptonshire, en Angleterre. Elle est la troisième fille du 3e duc d'York Richard Plantagenêt et de son épouse Cécile Neville. Lors des révoltes successives organisées par son père au cours des années 1450, Marguerite grandit avec ses deux plus jeunes frères, Georges et Richard, éloignée de la cour et des agitations politiques, à l'inverse de leurs aînés Édouard et Edmond. En 1460, le duc d'York entre triomphalement à Londres, à la suite de sa victoire de Northampton. Mais après une cinglante défaite à Wakefield quelques mois plus tard au cours de laquelle le duc est lui-même tué, la duchesse d'York décide d'envoyer ses deux plus jeunes fils en sécurité à la cour du duché de Bourgogne de Philippe le Bon, où ils sont accueillis par son fils bâtard, David, évêque d'Utrecht. Ils ne sont en réalité accueillis à la cour même du duc qu'après la victoire de Towton en 1461 qui assure la couronne à leur frère aîné Édouard. À leur retour en Angleterre, ses deux jeunes frères peuvent ainsi raconter à Marguerite les splendeurs de la cour bourguignonne, l'une des plus brillantes de l'époque. 
Âgée de quinze ans au moment de l'avènement de son frère Édouard IV, Marguerite intègre la cour comme membre de la famille royale et va y rester pendant sept ans. Son éducation semble complète et digne d'une jeune fille issue de la noblesse : enseignement de la musique, de la danse, de la broderie. L'importance de l'éducation qu'elle a reçue se constate également dans sa capacité à corriger des traductions françaises ou encore par le fait qu'elle connaisse un peu d'allemand. Son éducation est également empreinte de religion, notamment du fait de la lecture de vie de saints, comme celle de Catherine de Sienne. De manière plus générale, la jeune Marguerite d'York est entourée de modèles féminins forts, ce qui expliquera plus tard son rôle de duchesse de Bourgogne. Elle semble ainsi avoir hérité de l'énergie de sa mère Cécile Neville, et de son intérêt pour les affaires politiques et dynastiques. Sa mère joue en effet un rôle très actif auprès d'Édouard IV durant les toutes premières années de son règne et constitue également un modèle pour la future duchesse de Bourgogne en ce qui concerne la gestion des affaires administratives et politiques.

### Mariage avec Charles le Téméraire

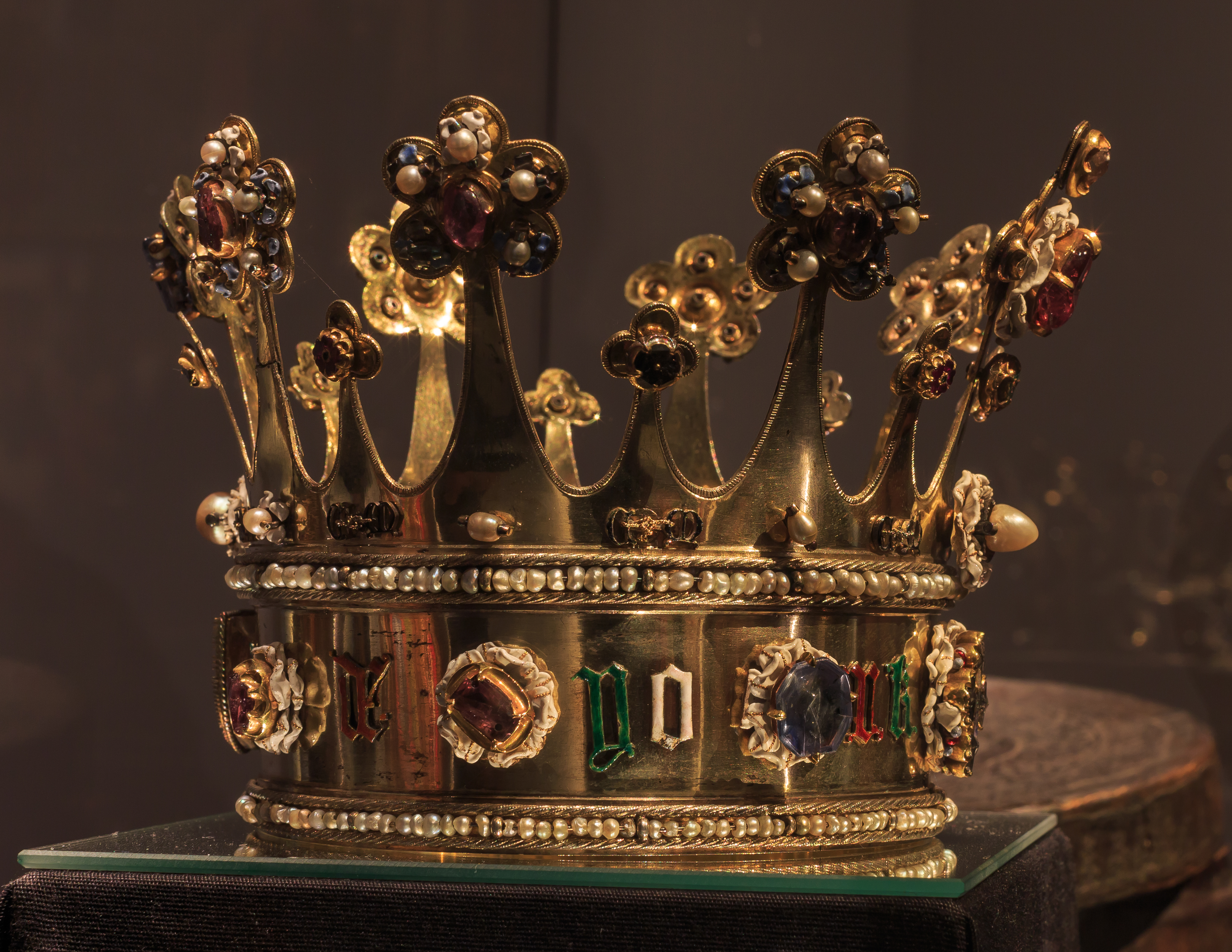
Couronne de Marguerite d´York, conservée dans le trésor de la cathédrale d'Aix-la-Chapelle.

Après qu'un mariage portugais eut été envisagé pour Marguerite d'York avec Pierre de Coimbra, cette possibilité est abandonnée à la suite du décès de celui-ci en juin 1466. Édouard IV cherche en effet des soutiens face au royaume de France et se tourne alors vers le duché de Bourgogne, qui cherche également à se prémunir d'une attaque française. Isabelle de Portugal, duchesse de Bourgogne, elle-même liée par le sang aux monarques anglais, souhaite déjà pour son fils Charles le Téméraire, comte de Charolais, un mariage anglais. Philippe le Bon ayant dans un premier temps préféré un mariage franco-bourguignon, l'alliance anglo-bourguignonne par le mariage apparaît de nouveau possible en septembre 1465 à la suite du décès d'Isabelle de Bourbon, la deuxième épouse du comte. À la cour d'Angleterre, la nouvelle reine Élisabeth Woodville contribue également activement au mariage de sa belle-sœur.
Le 3 juillet 1468, Marguerite d'York épouse le duc de Bourgogne Charles le Téméraire, l'un des princes les plus puissants d'Europe, à Damme en Flandre, dans les Pays-Bas bourguignons. Bien que l'union soit restée sans descendance, elle scelle un pacte d'alliance entre l'Angleterre et la Bourgogne. Quand Marguerite d'York paraît à Bruges pour la première fois dans le décor peint pour ses noces par Hugo van der Goes, le cœur de la cour bourguignonne chavire. Dans le cortège des dames flamandes au hennin sévère, elle se démarque par sa longue chevelure blonde tombant sur ses reins. Les fêtes et réjouissances qui suivent le mariage (surnommé le mariage du siècle) sont d'un luxe et faste encore jamais vus, qui servent la propagande bourguignonne. Aujourd'hui encore, Bruges reconstitue et commémore ce fastueux mariage (et les fêtes auxquelles il a donné lieu) une fois tous les cinq ans, ce qui provoque un afflux de touristes de tous les pays avoisinants.
Marguerite d'York ne donne pas d'enfant à son époux, mais reporte toute son affection maternelle sur la fille du précédent mariage de Charles le Téméraire, Marie, qu'elle élève comme sa fille. Devenue veuve de Charles le Téméraire en 1477, elle s'instaure protectrice de sa belle-fille et lui fait épouser le futur empereur Maximilien Ier du Saint-Empire de la dynastie des Habsbourg. À la mort prématurée de Marie de Bourgogne en 1482 des suites d'une chute de cheval accidentelle pendant une partie de chasse, Marguerite d'York s'occupe personnellement des deux enfants de cette dernière, Philippe et Marguerite d'Autriche. Elle tente également d'influencer la fin de la guerre des Deux-Roses, en prêtant assistance, en vain, à son neveu John de la Pole contre Henri VII d'Angleterre en 1487, ainsi qu'au prétendant Perkin Warbeck en 1495. Marguerite d'York décède le 23 novembre 1503 à Malines, aux Pays-Bas bourguignons, à l'âge de 57 ans.

## La dévote et mécène

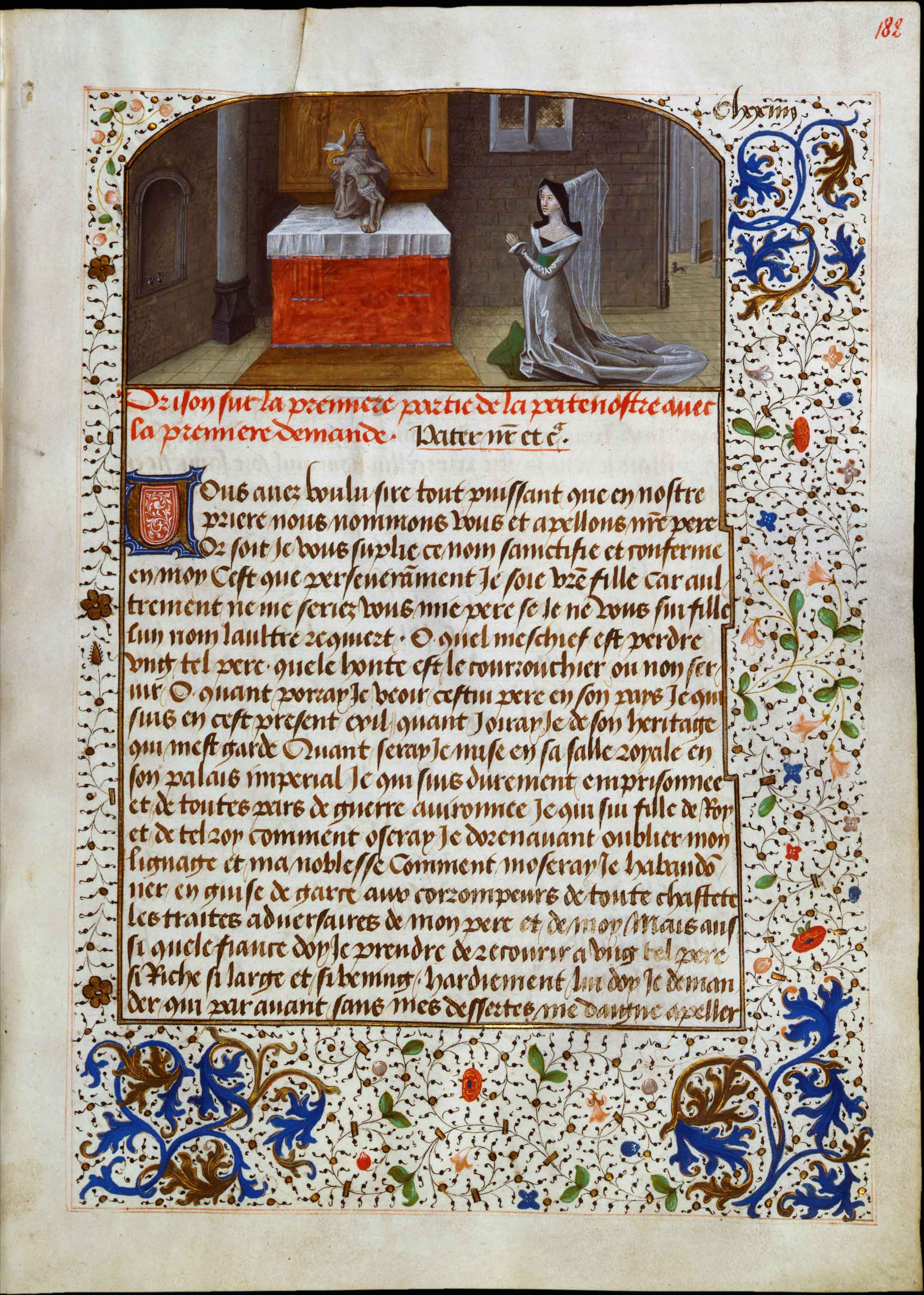
Femme en prière dans un manuscrit de dévotion de Marguerite d'York, par le Maître des Traités de morale, BRB, Ms.9272-76 f.182r.

Marguerite d'York est décrite par les chroniqueurs comme introvertie et dévote. Elle finance abondamment les institutions religieuses, et notamment les ordres mendiants. Son penchant l'incite à commander des manuscrits de livres de dévotion et des traités de morale religieuse et elle fait appel pour cela à des artistes et auteurs parmi les plus doués de sa génération. Il s'agit du copiste David Aubert, des enlumineurs Simon Marmion (Les Visions du chevalier Tondal du Getty), le Maître des Traités de morale (un manuscrit de l'Apocalypse, M.484) ou encore le Maître de Marguerite d'York (Livre de l’âme contemplative, Bibliothèque royale de Belgique, Ms.9305-06). 